# 本村碧唯
本村碧唯（日语：／ Motomura Aoi */?，1997年5月31日—）是日本前偶像藝人，為女子偶像團體HKT48 Team KIV前成員，曾為Team KIV隊長，福岡縣出身。2011年以HKT48一期生身分出道。2023年7月23日自HKT48畢業，並退出演藝圈。

## 經歷
2011年7月10日，通過最終審查正式成為HKT48創團成員。10月23日在西武巨蛋舉行的《飛翔入手》發售紀念全國握手會活動「AKB48祭典 powered by AKB48神TV」中，與其他的HKT48成員首次公開亮相。11月26日，在HKT48劇場柿落公演中正式於劇場出道。
2012年3月4日，Team H結成，從研究生升格為正式成員，為16位創團成員之一。
2014年1月11日，於大分縣iichiko剧场“HKT48九州7县巡演～和可爱的孩子们一起旅行～”的第一天夜公演中，發表了被稱為「轉班」（クラス替え）的隊伍重组消息，由Team H轉移到新Team KIV分隊。6月7日，於「AKB48第37張單曲選拔總選舉」中獲得16,449票，得到第48名，首次進入圈內並成為Next Girls的一員。
2015年6月6日，於「AKB48第41張單曲選拔總選舉」中以13,116票獲得第80名，成為Upcoming Girls。
2016年6月18日，於「AKB48第45張單曲選拔總選舉」中以25,613票獲得第36名，成為Next Girls。
2017年4月1日，於「HKT48春之關東巡演2017@埼玉超級競技場」中，被即將畢業的Team KIV隊長多田愛佳指名為新一任Team KIV隊長。4月11日，正式成為新一任Team KIV隊長。6月17日，於「AKB48第49張單曲選拔總選舉」中以18,363票獲得第62名，成為Future Girls。
2018年6月16日，於「AKB48第53張單曲選拔總選舉」中以20,321票獲得第71名，成為Upcoming Girls。
2022年11月26日，於「HKT48 11th anniversary LIVE 2022」中宣布畢業，畢業時間預定於隔年夏季。
2023年7月7日，發行畢業寫真書《未來之前》（未来の手前）。7月17日，於福岡太陽宮舉行畢業演唱會「本村碧唯 畢業演唱會 ～唯一碧藍閃耀的寶石～」（本村碧唯 卒業コンサート ～唯一碧く輝く宝石～）。7月23日，於HKT48劇場舉行畢業公演，正式從HKT48畢業，並從演藝圈引退。

## 人物
- 名字中的「碧」字是希望可以像藍色寶石般閃耀[28]。
- 為家中三姐妹的長女[29]，有兩個分別是小2歲和小12歲的妹妹（2012年6月時分別是13歲、3歲）[28]。
- 自稱自己的魅力點是眼睛下方的哭痣[30][1]。
- 擁有非常靈敏的嗅覺辨識能力，能在蒙住眼睛的狀況下光評氣味就分辨出面前的物品屬於哪位HKT48團員[31]。
- 擅長跳舞[1]，曾替偶像團體=LOVE的《開始喲！》[32]、《傳達LOVE YOU♡》[33]、《現在、登上這艘船！》[34]編舞。
- 與早安少女組。的生田衣梨奈是兒時的好友[35][36][37]。

## 音樂作品
- 標註「★」符號者表示該首歌曲有拍攝MV。

### 單曲CD
HKT48
|      | 發行日期       | 單曲名稱               | 參與歌曲名稱             | 名義             | 收錄於 | MV | 備註               |
| ---- | -------------- | ---------------------- | ------------------------ | ---------------- | ------ | -- | ------------------ |
| 1st  | 2013年3月20日  | 喜歡！喜歡！小跳步！   | 喜歡！喜歡！小跳步！     |                  | 全版本 | ★  | A面曲 首次進入選拔 |
| 1st  | 2013年3月20日  | 喜歡！喜歡！小跳步！   | 求求你華倫亭             |                  | 全版本 |    |                    |
| 1st  | 2013年3月20日  | 喜歡！喜歡！小跳步！   | 單相思的唐揚             | 甘口姬           | Type-A | ★  |                    |
| 2nd  | 2013年9月4日   | 哈密瓜汁               | 哈密瓜汁                 |                  | 全版本 | ★  | A面曲              |
| 2nd  | 2013年9月4日   | 哈密瓜汁               | 在那裡思考些什麼？       |                  | 全版本 |    |                    |
| 2nd  | 2013年9月4日   | 哈密瓜汁               | 希望的海流               | 甘口姬           | Type-A | ★  |                    |
| 3rd  | 2014年3月12日  | 櫻花，大家一起來品嚐   | 櫻花，大家一起來品嚐     |                  | 全版本 | ★  | A面曲              |
| 3rd  | 2014年3月12日  | 櫻花，大家一起來品嚐   | 你怎麼了？               |                  | 全版本 |    |                    |
| 3rd  | 2014年3月12日  | 櫻花，大家一起來品嚐   | 與前男友的哥哥交往這回事 | Team KIV         | Type-B | ★  |                    |
| 3rd  | 2014年3月12日  | 櫻花，大家一起來品嚐   | 因為喜歡你（博多腔版）   |                  | 劇場盤 |    |                    |
| 4th  | 2014年9月24日  | 有所保留的我愛你！     | 有所保留的我愛你！       |                  | 全版本 | ★  | A面曲              |
| 4th  | 2014年9月24日  | 有所保留的我愛你！     | 現在 正想著你            |                  | 全版本 |    |                    |
| 4th  | 2014年9月24日  | 有所保留的我愛你！     | 在夏季之前               | Team KIV         | Type-B | ★  |                    |
| 5th  | 2015年4月22日  | 12秒                   | 12秒                     |                  | 全版本 | ★  | A面曲              |
| 5th  | 2015年4月22日  | 12秒                   | 摇滚吧、人生就是…        |                  | 全版本 | ★  |                    |
| 5th  | 2015年4月22日  | 12秒                   | 去夏威夷吧               | Team KIV         | Type-C | ★  |                    |
| 6th  | 2015年11月25日 | 吵死了！               | 吵死了！                 |                  | 全版本 | ★  | A面曲              |
| 6th  | 2015年11月25日 | 吵死了！               | 黃昏的二人車             |                  | 全版本 |    |                    |
| 6th  | 2015年11月25日 | 吵死了！               | 看见梦想的Team KIV       | Team KIV         | Type-B | ★  |                    |
| 7th  | 2016年4月13日  | 给74亿分之1的你        | Chain of love            |                  | 全版本 |    |                    |
| 7th  | 2016年4月13日  | 给74亿分之1的你        | HKT城、今、動            | 白金女孩         | Type-B | ★  |                    |
| 8th  | 2016年9月7日   | 最棒了唷               | 最棒了唷                 |                  | 全版本 | ★  | A面曲              |
| 8th  | 2016年9月7日   | 最棒了唷               | 梦一场                   | 穴井千寻与同伴们 | Type-A | ★  |                    |
| 8th  | 2016年9月7日   | 最棒了唷               | Go Bananas!              | Team KIV         | Type-C | ★  |                    |
| 9th  | 2017年2月15日  | BUG也無妨              | 不可避免的情人           |                  | 全版本 | ★  |                    |
| 9th  | 2017年2月15日  | BUG也無妨              | HKT48家族                |                  | 劇場盤 |    |                    |
| 10th | 2017年8月2日   | 接吻真的只能慢慢來嗎？ | 接吻真的只能慢慢來嗎？   |                  | 全版本 | ★  | A面曲              |
| 11th | 2018年5月2日   | 快進的日曆             | 快進的日曆               |                  | 全版本 | ★  | A面曲              |
| 11th | 2018年5月2日   | 快進的日曆             | 不想當成是季節的錯       |                  | 全版本 |    |                    |
| 12th | 2019年4月10日  | 意志                   | 意志                     |                  | 全版本 | ★  | A面曲              |
| 12th | 2019年4月10日  | 意志                   | 從誰開始握手             |                  | 全版本 |    |                    |
| 12th | 2019年4月10日  | 意志                   | 無論何時都在身旁         |                  | Type-A | ★  |                    |
| 13th | 2020年4月22日  | 3-2                    | 3-2                      |                  | 全版本 | ★  | A面曲              |
| 13th | 2020年4月22日  | 3-2                    | How about you？          | Lit Charm        | Type-A | ★  | Center             |
| 13th | 2020年4月22日  | 3-2                    | 青春的出口               |                  | 劇場盤 |    |                    |
| 14th | 2021年5月12日  | 想和你一起去某個地方   | 想和你一起去某個地方     | 燕選拔           | 全版本 | ★  | A面曲              |
| 15th | 2022年6月22日  | 沙灘涼鞋為何不見了?    | 沙灘涼鞋為何不見了?      |                  | 全版本 | ★  | A面曲              |
| 16th | 2023年2月8日   | 你能做得更多           | 你能做得更多             |                  | 全版本 | ★  | A面曲              |
| 16th | 2023年2月8日   | 你能做得更多           | February這一時節         | Team KIV         | Type-B |    |                    |

AKB48
|      | 發行日期       | 單曲名稱           | 參與歌曲名稱           | 名義           | 收錄於 | MV | 備註     |
| ---- | -------------- | ------------------ | ---------------------- | -------------- | ------ | -- | -------- |
| 27th | 2012年8月29日  | 格子花紋           | 那一天的風鈴           | Waiting Girls  | 劇場盤 |    | 出道作品 |
| 29th | 2012年12月5日  | 永遠的壓力         | 初戀蝴蝶               | HKT48          | Type-C | ★  |          |
| 34th | 2013年12月11日 | 倘若在梧桐樹什麼的 | 眨眼3次                | HKT48          | Type-H | ★  |          |
| 35th | 2014年2月26日  | 勇往直前           | 秘密日記               | Baby Elephants | Type-B | ★  |          |
| 37th | 2014年8月27日  | 心意告示牌         | 一個夏季的反抗期       | Next Girls     | Type-A | ★  |          |
| 38th | 2014年11月26日 | 希望無限           | 我想歌唱               | 嘉德麗亞蘭組   | Type-C | ★  |          |
| 39th | 2015年3月4日   | Green Flash        | 大人列車               | HKT48          | Type-H | ★  |          |
| 41st | 2015年8月26日  | Halloween Night    | 只有你籠罩秋色         | Upcoming Girls | Type-B | ★  |          |
| 43rd | 2016年3月9日   | 你就是旋律         | Make noise             | HKT48          | Type-C | ★  |          |
| 45th | 2016年8月31日  | LOVE TRIP/分享幸福 | 沒進化嘛               | Next Girls     | Type-B | ★  |          |
| 47th | 2017年3月15日  | Shoot Sign         | 轉不停的摩天輪         | HKT48          | Type-C | ★  |          |
| 48th | 2017年5月31日  | 空有願望           | 當代PARA               |                | 全版本 | ★  |          |
| 49th | 2017年8月30日  | ＃就是喜歡你       | 拖至少我們的戀情       | Future Girls   | Type-B | ★  |          |
| 50th | 2017年11月30日 | 11月的腳鏈         | 野蠻的求愛             | 舞蹈選拔       | Type-D | ★  |          |
| 51st | 2018年3月14日  | Ja-Ba-Ja           | 直到倒下為止           | HKT48          | Type-C | ★  |          |
| 53rd | 2018年9月30日  | 感傷列車           | 一季夏日               | Upcoming Girls | Type-C | ★  |          |
| 54th | 2018年11月28日 | NO WAY MAN         | 一下就被看穿真是對不起 | PRODUCE48選拔  | Type-A | ★  |          |

### 專輯CD
HKT48
|     | 發行日期       | 專輯名稱    | 參與歌曲名稱     | 名義 | 收錄於 | 備註   |
| --- | -------------- | ----------- | ---------------- | ---- | ------ | ------ |
| 1st | 2017年12月27日 | 092         | 食指的子彈       |      | 全版本 | 主打曲 |
| 2nd | 2021年12月27日 | Outstanding | 突然 Do love me! |      | 全版本 | 主打曲 |
| 2nd | 2021年12月27日 | Outstanding | HAKATA吸血鬼     |      | Type-D |        |

AKB48
|     | 發行日期      | 專輯名稱                     | 參與歌曲名稱      | 名義                    | 收錄於 | 備註 |
| --- | ------------- | ---------------------------- | ----------------- | ----------------------- | ------ | ---- |
| 4th | 2012年8月15日 | 1830m                        | 藍天 不會寂寞嗎？ | AKB48+SKE48+NMB48+HKT48 | 全版本 |      |
| 6th | 2015年1月21日 | 這裡是羅德斯島、在這裡跳吧！ | 我們的意識形態    |                         | Type-B |      |

### 劇場公演單組曲
- Team H 1st Stage「手牽手」（手をつなぎながら）公演出場曲目：
  - 《帶我去溫布頓》（ウィンブルドンへ連れていって）

## 演出

### 電視劇
- 福岡戀愛白書7（日语：福岡恋愛白書#パート7） 第2話「初戀之詩」（2012年3月24日，九州朝日放送）：飾演 中學生
- 馬路須加學園0 木更津亂鬥篇（2015年11月28日，日本电视台、Hulu）：飾演 號泣（ゴウキュウ）[38][39]
- 勇者義彥和被引導的七人 第9集（2016年12月3日，東京電視台）（客串）：飾演 口紅少女組（ルージュ）的成員[40][41]

### 舞台劇
- HKT48指原莉乃座長公演（2015年4月8日－23日，明治座／8月15日－31日，博多座）：飾演 百合[42][43]

### 廣播節目
- HKT48的寶貝廣播（2012年4月5日－2013年3月28日，FM福岡（日语：エフエム福岡））- 主要主持人[44][45]

## 書籍

### 寫真書
- 未來之前（未来の手前；2023年7月7日，雙葉社）[46][47]

## 外部連結
- HKT48個人介紹頁（日語）
- 本村碧唯的X（前Twitter）（日語）
- 本村碧唯的Instagram帳戶（日語）
- 本村碧唯的TikTok（日語）
- 本村碧唯 官方755 （页面存档备份，存于）（日語）
- 本村碧唯的Google+（日語）
- 本村 碧唯（HKT48 Team KIV）的SHOWROOM專頁（页面存档备份，存于）（日語）
- 本村碧唯畢業寫真書《未来の手前》官方的X（前Twitter）（日語）